# 蓋勒敏-塞馬拉大區
蓋勒敏-塞馬拉大區（阿拉伯语：‎）是摩洛哥曾经的的一個大區，北臨大西洋岸，大部份土地位於西撒哈拉東北部。面積122,825平方公里。2004年人口462,410人。首府蓋勒敏。
下轄五省。